# Heterochelus saldanhensis
Heterochelus saldanhensis är en skalbaggsart som beskrevs av Kulzer 1960. Heterochelus saldanhensis ingår i släktet Heterochelus och familjen Melolonthidae. Inga underarter finns listade i Catalogue of Life.